# Mária Miklošová
Mária Miklošová (* 1959) je odbornice v oboru anatomie. Do roku 2024 působila jako vedoucí Ústavu anatomie Lékařské fakulty Ostravské univerzity.

## Vzdělání
V roce 1985 dokončila Univerzitu veterinárskeho lekárstva a farmácie v Košicích v oboru všeobecné veterinární lékařství. Roku 1999 získala titul Ph.D. na Univerzitě veterinárskeho lekárstva a farmácie v Košicích, v oboru všeobecná morfologie. Habilitační řízení ukončila v roce 2010 na LF Univerzity P. J. Šafárika v Košicích a získala titul docent pro obor anatomie, histologie a embryologie.